# 山田洋 (法学者)
山田 洋（やまだ ひろし、1953年 - ）は、日本の法学者。専門は行政法。一橋大学名誉教授。法務省司法試験考査委員、国税庁国税審議会会長等を歴任。

## 人物・経歴
宮城県仙台市生まれ。一橋大学法学部卒業後、1982年一橋大学大学院法学研究科博士課程単位取得退学。指導教官は市原昌三郎。1993年論文「大規模施設設置手続の構造 : ドイツ行政手続論の現代的課題」で一橋大学博士（法学）。審査員原田尚彦、中里実、高橋滋。
1982年一橋大学法学部助手。1982年西南学院大学法学部講師。1984年同助教授。1990年同教授。1995年東洋大学法学部教授。1998年一橋大学法学部教授。2017年定年退職、名誉教授、特任教授。2018年獨協大学法学部教授。専門は行政法で東アジア行政法学会理事、日本公法学会理事、法務省司法試験考査委員（行政法）、総務省自治大学校講師（行政法）などを務めた。国税庁国税審議会会長代理を経て、2021年国税庁国税審議会会長。
この他、内閣府情報公開・個人情報保護審査会委員、国土交通省社会資本整備審議会委員、法務省境界確定制度に関する研究会委員、東京都情報公開審査会委員、日本学術振興会審査第一部会法学小委員会委員、環境省不法投棄防止及び原状回復に関する懇談会委員、文部科学省大学設置・学校法人審議会大学設置分科会専門委員、内閣府歴史資料として重要な公文書等の適切な保存・利用等のための研究会委員、厚生労働省医道審議会薬剤師分科会薬剤師国家試験出題基準改定部会委員等を歴任。

## 著書
- 『大規模施設設置手続の法構造』信山社 1995年
- 『現代行政法入門』（曽和俊文,亘理格と共著）有斐閣 1997年、第2版2011年、第3版2015年
- 『ドイツ環境行政法と欧州』信山社 1998年
- 『道路環境の計画法理論』信山社 2004年
- 『リスクと協働の行政法』信山社 2013年